# Route nationale 10 (Bénin)
Pour les articles homonymes, voir Route nationale 10.
La route nationale 10 (RN 10) est une route béninoise allant de Nikki à Segbana. Sa longueur est de 148 km.

## Tracé
- Département du Borgou
  - Nikki
  - Bessassi
- Département de l'Alibori
  - Segbana